# Hyalonema brevancora
Hyalonema brevancora är en svampdjursart som beskrevs av Lendenfeld 1915. Hyalonema brevancora ingår i släktet Hyalonema och familjen Hyalonematidae. Inga underarter finns listade i Catalogue of Life.